# 第3號交響曲 (舒曼)
E♭大調第3號交響曲，作品97，別題《萊茵交響曲》（德語：Rheinische Sinfonie），是罗伯特·舒曼的最後一首交響曲創作，寫於1850年11月2日至12月9日間。

## 背景
1850年，舒曼應杜塞尔多夫音樂協會之邀，前往指揮樂團。舒曼一家於9月抵達杜塞尔多夫。協會提供700塔拉的年俸，工作要求是每年10場音樂會，4次教堂音樂服務，每週與130人規模的大合唱團練習一次，且舒曼可以自行決定曲目。:77這樣的工作環境，對於年輕音樂家而言是相當值得發揮的。在此，除了音樂活動之外，舒曼的健康狀況也有所好轉。
寫作第3號交響曲的期間，舒曼也正在完成他的大提琴協奏曲（作品129）。創作第3號交響曲的靈感，則是來自與克拉拉遊歷莱茵兰之行，旅途相當愉快。舒曼將途中所見化為筆下的元素，使用在這首樂曲當中。
據指出，第3號交響曲的構思模型來自貝多芬的第3號與第6號交響曲。另外，柏辽兹的《幻想交響曲》（1830年）也是舒曼的參考對象。:278這點可以從調性的選擇，以及樂章的布局看出，作品間的音樂手法甚是相似。又，上述作品取之自然的特點，也與第3號交響曲的出發點頗為契合。

### 首演
1851年2月6日於杜塞尔多夫，舒曼親自指揮。演出的評價不一，論者指出，現場聽眾對於樂曲結尾的反應甚好。:2912月25日，舒曼在科隆再次指揮演出，惜仍未獲好評。:81

## 分析
樂曲共五個樂章：
1. 生動的（Lebhaft）
2. 徐緩的詼諧曲，C大調（Scherzo. Sehr mäßig）
3. 不過份快速的，A♭大調（Nicht schnell）
4. 莊嚴的，E♭小調（Feierlich）
5. 生動的（Lebhaft）

演奏用時一般約在33分鐘左右。

### 配器
| - 木管 - 長笛：2 - 雙簧管：2 - B♭調單簧管：2 - 低音管：2 | - 銅管 - E♭調圓號：4 - E♭調小號：2 - 長號：3 | - 定音鼓 | - 弦樂 |

依照工具書《管弦樂作品手冊》指示，上述之配器可簡記為"2 2 2 2—4 2 3 0—tmp—str"。
第3號交響曲的配器，可說大致遵循傳統樂隊編制，然而在細部的處理上，卻缺乏特色。其既缺少接觸成功的管弦樂法（及作品）的經驗，對各項樂器的性能也無認知理解，致使舒曼的管弦樂曲往往色彩濃重而少層次，凡此在第3號交響曲皆可得見。指揮徐頌仁在其著作《歐洲樂團之形成與配器之發展》中，對此有所批評：
舒曼配器的典型手法，是不斷使用木管、銅管與弦樂的配合與聲部的重複，在平衡上，往往使得主旋律淹沒在沉重的和聲中。在色彩對比上，由於這種大組合的連續進行，樂器本身的特色無法原原本本地浮現出來，使人覺得有如同樣色彩的漫長延伸。弦樂聲部的寫法奏起來往往覺得吃力而沒有效果。在需要強調某一樂段時，唯一的方法就是同音的連續上下弓⋯⋯對活塞法國號與小號過份自由之使用，也使得他的配器成為沉重而缺乏變化的典型，並且導致後來德國式配器法的一種缺失。:78

### 探微

#### 第一樂章
第一樂章遵循奏鳴曲式的傳統，E♭大調的設定，則是承繼自貝多芬以降的傳統，有英雄性格的暗示。主要主題的節奏鮮明，且多次在整個樂章中再返，推進音樂的情節。過渡段轉往中音調（G小調），添增由弦樂部門演奏的八分音符，帶來一股活力。與之相對的是管樂器演奏的次要主題，這個主題便流暢、抒情許多。發展部是令人意外的G大調，基本由呈示部的三個主題所構成。舒曼的轉調手法堪稱繁複，在將近200個小節期間，從未回到主調，藉此累積主要主題再現的高潮張力。
這個樂章的演奏用時大約在9分鐘左右。

#### 第二樂章
C大調的第二樂章記為「非常溫和」（Sehr mäßig），是一闕三段體詼諧曲，同時有主題與變奏在內。這個樂章本來有如同貝多芬《田園》第二樂章的標題：「萊茵之晨」，在出版前遭到刪除。:278
開首的主題是一首蘭德勒，首先由低音弦樂器及低音管奏出，再行變化。中段的第二主題轉為A小調，由管樂部門所演奏。值得注意的是，舒曼在中段連續使用的C音，除了這個連續的「踏瓣」效果引人注目之外，C音與A小調之間的和聲關聯也值得討論。之後，主題再現，樂隊全體加入，之後配器漸漸減少，僅存大提琴與低音管，並且輕柔地結束。
詼諧曲樂章的演奏用時約6分鐘。

#### 第三樂章
第三樂章「不快」（Nicht schnell），A♭大調。舒曼捨棄了鼓號，和聲上少有驚人之舉，都為第三樂章帶來一股平靜的氛圍。這點與《幻想交響曲》第三樂章頗有相似之處。樂章的主題抒情而美麗，句間則以十六分音符的動力推進。
第三樂章的演奏用時約5分鐘。

#### 第四樂章
這一樂章即著名的「大教堂」樂章，寫科隆大教堂的慶典盛況，作曲家亦指明需莊嚴地（Feierlich）演奏。:78記譜雖為三個降記號，實際上是以六個降的E♭小調進行。在弦樂一記突強之後，由銅管樂器（圓號與長號）演奏的眾讚歌是一大特色。之後，主題由木管、第一小提琴接替奏出，期間速度漸增。舒曼在這個樂章的配器、節奏轉換，甚至是對位寫作法都是極其精彩的，意在以音響構築建築。在這點上，堪稱是布魯克納交響曲的先行者。樂章末尾，乍現一段驚喜的B大調號曲，弦樂以回歸至E♭小調的主題應答之。隨著尾聲將近，節奏漸緩，主題仍時有所聞，堪比高聳教堂中樂聲繞梁之景。
值得指出的是，雖然與貝多芬《田園》同採不間斷進入第五樂章的手法，舒曼的第四樂章並不應該被視為第五樂章的導奏。分析後可以發現，這個樂章的規模較第五樂章更大，構思更宏偉，僅在形式上與貝多芬相似。:290
第四樂章的演奏用時約6分鐘。

#### 第五樂章
終曲樂章回歸E♭大調，
拍子記譜也格外帶來歡欣之感。此外，主要主題竟與史特勞斯的《酒、女人與歌》頗為神似。十六個小節之後，則是另一個更為輕盈的主題。上述的元素交替進行間，堆疊出英雄式的高潮。
終曲的演奏用時約6分鐘。

## 延伸閱讀
- Boetticher, Wolfgang (1981). "Zur Kompositionstechnik und Originalfassung von Robert Schumanns 'III. Sinfonie.'" Acta Musicologica, vol. 53, no. 1, pp. 144-156.
- Musgrave, Michael (1996). "Symphony and symphonic scenes: issues of structure and context in Schumann's 'Rhenish' Symphony." In Craig Ayrey and Mark Everist, eds., Analytical Strategies and Musical Interpretation: Essays on Nineteenth- and Twentieth-Century Music. (Cambridge University Press), pp. 120-148.

## 外部連結
- 第3號交響曲 (舒曼)：国际乐谱典藏计划上的乐谱